# Lidová strana – Hnutí za demokratické Slovensko
Ľudová strana – Hnutie za demokratické Slovensko (zkratka ĽS-HZDS, česky Lidová strana – Hnutí za demokratické Slovensko) byla politická strana působící na Slovensku v letech 1991 až 2014. Od svého vzniku až do roku 1998 a v letech 2006–2010 byla vládní stranou, v letech 1998–2006 byla v opozici, od roku 2010 nebyla v parlamentu zastoupena vůbec. Předsedou strany byl od jejího vzniku až do roku 2013 Vladimír Mečiar.
Na sněmu hnutí konaném 7. září 2013 Mečiarova éra skončila tím, že jak jemu, tak dosavadnímu vedení HZDS podle stanov zanikly funkce. Nenašel se však nikdo, kdo by řízení strany chtěl po Mečiarovi převzít. Stranu do následujícího sněmu vedlo grémium. 11. ledna 2014 rozhodl sněm o rozpuštění strany. Nástupcem strany se stala Strana demokratického Slovenska.

## Historie

### Vznik a počátky
Strana vznikla odštěpením od hnutí Verejnosť proti násiliu. V rámci tohoto hnutí původně vznikla 5. března 1991 platforma pod názvem Za demokratické Slovensko, za svůj cíl si vytyčila podporu politiky tehdejšího premiéra Vladimíra Mečiara. O necelé dva měsíce později byl Mečiar odvolán z funkce předsedy vlády, což vedlo k odchodu Mečiara a jeho stoupenců do vlastního politického seskupení. Nové hnutí bylo zaregistrováno Ministerstvem vnitra SR 3. května 1991 a neslo název Hnutie za demokratické Slovensko (česky Hnutí za demokratické Slovensko). Ustavující sjezd hnutí se konal 22. června 1991 v Banské Bystrici. V 90. letech byla strana třikrát součástí vládní koalice.

### Po roce 2000
Na sněmu 18. března 2000 se HZDS přetransformovalo z občanského hnutí na stranu lidového typu. Předsedou byl zvolen Vladimír Mečiar. Do této funkce byl opětovně zvolen i na 10. republikovém sněmu 10. dubna 2001 v Nitře a na republikovém sněmu 14. června 2003 v Púchově. Tento sněm také schválil změnu názvu strany z HZDS na pozdější název Ľudová strana – Hnutie za demokratické Slovensko (ĽS-HZDS).
Na republikovém sněmu ĽS-HZDS 4. června 2005 v Prešově byl opět do funkce předsedy strany opětovně zvolen Vladimír Mečiar. Počet místopředsedů byl snížen z šesti na dva, jimiž zůstali jedni z tehdejších místopředsedů Viliam Veteška a Milan Urbáni. Počet členů politického grémia se též snížil z tehdejších šestnácti na osm. V té době se též opětovně ozývaly hlasy o nedemokratickém způsobu volby.
Dlouhodobým problémem strany byl její nízký, případně nejistý koaliční potenciál. Část novinářů a politiků o něm dokonce hovořila jako o nulovém. Situace z minulosti toto potvrzovaly, jelikož i když strana vyhrála volby v letech 1998 a 2002, zůstala po nich vždy v opozici. Situace se změnila v roce 2006, kdy strana sice ve volbách získala pouze 15 mandátů a byla tak druhou nejmenší parlamentní stranou, byla však přizvána k utvoření vládní koalice společně se SMER-SD a SNS pod vedením Roberta Fica.
Po republikovém sjezdu, který se konal 18. října 2008, byl předsedou strany dále Vladimír Mečiar, místopředsedy pak Jozef Habánik, Peter Sika a Barbora Straková.
V parlamentních volbách v roce 2010 i v roce 2012 strana nezískala potřebný počet hlasů ke vstupu do parlamentu. V lednu 2014 její sněm rozhodl o zrušení strany. Bývalý místopředseda ĽS-HZDS Sergej Kozlík označil za hlavní příčinu zrušení ĽS-HZDS fakt, že strana ustrnula a ztratila dynamiku. „Po volbách nedokázala vykonat sebereflexi,“ dodal. Právě Kozlík založil po zániku ĽS-HZDS nástupnickou stranu Strana demokratického Slovenska (dnes Národná koalícia/Nezávislí kandidáti).

## Volební výsledky

### Parlamentní volby
| Volby | Počet hlasů | Hlasy v % | Počet mandátů | Parlamentní postavení    |
| ----- | ----------- | --------- | ------------- | ------------------------ |
| 1992  | 1 148 625   | 37,26 %   | 74 mandátů    | koalice s SNS            |
| 19941 | 1 005 48    | 34,96 %   | 61 mandátů    | koalice s SNS a ZRS      |
| 1998  | 907 103     | 27,00 %   | 43 mandátů    | opozice2                 |
| 2002  | 560 691     | 19,50 %   | 36 mandátů    | opozice2                 |
| 2006  | 202 540     | 8,79 %    | 15 mandátů    | koalice se SMER-SD a SNS |
| 2010  | 109 480     | 4,32 %    | 0 mandátů     | mimo parlament           |
| 2012  | 23 772      | 0,93 %    | 0 mandátů     | mimo parlament           |

### Evropské volby
| Volby | Počet hlasů | Hlasy v % | Počet mandátů |
| ----- | ----------- | --------- | ------------- |
| 2004  | 119 582     | 17,04 %   | 3 mandáty     |
| 2009  | 74 241      | 8,97 %    | 1 mandát      |

- 1kandidovalo v koalici s Rolnickou stranou Slovenska
- 2HZDS ve volbách zvítězila, ale nepodařilo se jí získat koaliční partnery na vytvoření vlády, a proto byla nucena odejít do opozice

## Volební preference
Volební preference strany v procentech podle Statistického úřadu SR. (Pozn.: Od července 2006 do dubna 2007 se zkoumaly sympatie k politickým stranám.)
Tučně vyznačené preference znamenají překročení hranice 5 % potřebné ke vstupu do parlamentu.
| Rok  | I    | II   | III  | IV   | V    | VI   | VII  | VIII | IX   | X    | XI   | XII  |
| ---- | ---- | ---- | ---- | ---- | ---- | ---- | ---- | ---- | ---- | ---- | ---- | ---- |
| 2004 | .    | .    | .    | .    | .    | .    | 16,9 | 18,7 | 15,0 | 14,3 | 15,7 | 15,4 |
| 2005 | 13,9 | 16,5 | 15,6 | 12,9 | 13,8 | 13,6 | 13,6 | 12,3 | 11,6 | 12,4 | 12,5 | 11,8 |
| 2006 | 13,3 | 11,5 | 12,8 | 14,3 | 10,9 | 12,9 | 10,5 | 10,4 | 11,8 | 11,1 | 10,0 | 11,4 |
| 2007 | 9,6  | 10,4 | 10,4 | 10,4 | 10,4 | 10,1 | 11,0 | 10,7 | 12,3 | 11,9 | 8,6  | 9,3  |
| 2008 | 7,2  | 9,4  | 8,1  | 10,4 | 8,5  | 8,2  | 9,6  | 9,0  | 10,6 | 9,4  | 8,7  | 7,6  |
| 2009 | 8,7  | 5,9  | 8,2  | 4,8  | 4,2  | 5,3  | 7,9  | 6,8  | 6,1  | 6,9  | .    | .    |